# 山尾古墳
山尾古墳（やまおこふん）は、京都府綾部市坊口町にある古墳。形状は方墳。史跡指定はされていない。

## 概要
京都府中部、岳山の山塊から南に延びる尾根の南斜面（標高約125メートル）において、斜面をL字に掘削・整地して築造された古墳である。1994年度（平成6年度）に京都縦貫自動車道建設に伴う発掘調査が実施されたのち、工事で大部分が失われている。
墳形は方形。墳丘は2段築成で、墳丘の築造にあたっては唐大尺（約29.7センチメートル）の使用が推測される。版築は認められていない。墳丘1段目は東西約9メートル・南北約9.7-9.9メートル、2段目は東西7.6メートルを測り、前面（南面）には列石が巡らされる。墳丘南側には列石を伴う2段のコ字状テラスを有し、墳丘と合わせて計4重の列石が配される。テラスの第1列石は東西推定約21.4メートル、第2列石は東西約13.8メートルを測る。テラス状遺構を含めた古墳全体の高さは6メートル。埋葬施設は無袖式の横穴式石室で、南方向に開口した。石室内は盗掘に遭っており、調査では若干の須恵器のみが検出されている。
築造時期は、古墳時代終末期の7世紀後半頃と推定される。墳丘前面に2段のテラス状方形壇を付す墳丘形態は、段ノ塚古墳（奈良県桜井市、舒明天皇陵）に代表される、終末期古墳に特徴的な段ノ塚式として注目される。また綾部市内の古墳としては最後に築造に位置づけられ、市内の綾中遺跡群（何鹿郡衙か）・綾中廃寺跡の存在を考え合わせて、何鹿郡の開発を主導した新興氏族（特に刑部氏）が被葬者像として想定される。

## 埋葬施設
埋葬施設としては無袖式横穴式石室が構築されており、南方向に開口した。石室の規模は次の通り。
- 石室全長：6.23メートル
- 玄室：長さ5.43メートル、幅0.93メートル、高さ約1.2メートル
- 羨道：長さ0.8メートル

石室の石材は、墳丘の列石と同様の砂岩・礫岩などの堆積岩で、自然石の乱石積みによって構築される。天井石は本来6石程度と見られるが、調査時点では3石が遺存した。石室内の床面には緑色系蛇紋岩による礫床が認められる。
石室内は盗掘に遭っており、調査では須恵器高坏1（飛鳥III型式）・甕片のみが検出されている。

## 関連施設
- 綾部市資料館（綾部市里町久田） - 山尾古墳の復元模型を展示。

## 関連文献
（記事執筆に使用していない関連文献）
- 高野陽子「終末期古墳の墳丘形態に関する一考察 -山尾古墳の被葬者をめぐって-」『考古学に学ぶ 遺構と遺物（同志社大学考古学シリーズ7）』同志社大学考古学シリーズ刊行会、1999年。